# So Yong Kim
Pour les articles homonymes, voir Kim.
 (avril 2019).
Si vous disposez d'ouvrages ou d'articles de référence ou si vous connaissez des sites web de qualité traitant du thème abordé ici, merci de compléter l'article en donnant les références utiles à sa vérifiabilité et en les liant à la section « Notes et références ».
So Yong Kim, née à Busan (Corée du Sud) en 1968, est une réalisatrice indépendante américaine d'origine sud-coréenne.

## Biographie

### Vie personnelle et collaboration
So Yong Kim est mariée au cinéaste Bradley Rust Gray, rencontré à l'Art Institute of Chicago, et avec qui elle a fréquemment collaboré sur des projets, notamment pour Lovesong et In Between Days (en). Le couple a deux enfants.
Gray et Kim sont de proches collaborateurs — ils produisent le travail de l'autre et écrivent et montent souvent ensemble — et dans les interviews, ils ont tendance à utiliser la première personne du pluriel pour discuter de leurs films.
Son mari, Bradley Rust Gray a déclaré aux intervieweurs que la partie la plus forte de leur collaboration réside dans le montage.

## Filmographie

### Comme réalisatrice
- 2006 : In Between Days (en)
- 2008 : Na-moo-eobs-neun san
- 2009 : Chinatown Film Project
- 2011 : 3.11 Sense of Home (documentaire)
- 2012 : For Ellen
- 2014 : Spark and Light (court métrage)
- 2016 : Lovesong
- 2016 : Queen Sugar (série télévisée) (1 épisode)
- 2016 : Transparent (série télévisée) (1 épisode)
- 2017 : American Crime (série télévisée) (1 épisode)
- 2017 : The Good Fight (série télévisée) (1 épisode)
- 2020 : Tales from the Loop (série télévisée) (1 épisode)
- 2021 : Dr Death (mini-série) (8 épisodes)

### Comme monteuse
- 2006 : In Between Days (en)
- 2008 : Na-moo-eobs-neun san
- 2009 : The Exploding Girl
- 2012 : For Ellen
- 2012 : Jack & Diane
- 2014 : Spark and Light (court métrage)
- 2016 : Lovesong

### Comme scénariste
- 2006 : In Between Days (en)
- 2008 : Na-moo-eobs-neun san
- 2009 : Chinatown Film Project
- 2012 : For Ellen
- 2014 : Spark and Light (court métrage)
- 2016 : Lovesong

### Comme productrice
- 2003 : Salt
- 2008 : Na-moo-eobs-neun san
- 2009 : The Exploding Girl
- 2012 : For Ellen
- 2012 : Jack & Diane